# باتريك كوغلان
باتريك كوغلان (بالإنجليزية: Patrick Coghlan)‏ هو نبال أسترالي، ولد في 10 سبتمبر 1974.